# Don Jean Colombani
Pour les articles homonymes, voir Colombani.
Don Jean Colombani, né le 16 février 1903 à Isolaccio-di-Fiumorbo et mort le 21 novembre 1977 à Paris, est un administrateur colonial français et diplomate.

## Biographie
Don Jean Colombani naît en Corse et ne poursuit pas d'études supérieures. Il part pour le Sénégal alors colonie française au sein de l'A.O.F., et gravit les échelons de l'administration coloniale. Il est commandant de cercle à Dakar et au Cap Vert, puis il est nommé le 31 octobre 1955 gouverneur du Sénégal, succédant à Maxime Jourdain. Pierre Lami lui succède le 10 février 1957.
C'est en 1958 que doit avoir lieu le référendum sur la Constitution de la Ve République française. Les différents territoires français d'outre-mer gagneraient immédiatement leur indépendance vis-à-vis de la France s'ils n'étaient pas acceptés. Au Niger, le gouverneur local Louis Rollet n'a pu afficher de succès décisifs contre les partisans de l'indépendance autour de Djibo Bakary et de son parti Sawaba. Pour cette raison, Jacques Foccart, conseiller Afrique du général de Gaulle, fait remplacer Rollet au poste de gouverneur du Niger par Don Jean Colombani, le 25 août 1958. Il n'y a qu'un mois pour préparer le référendum et il reste peu de temps à Colombani. Il trouve un allié dans le parti d'opposition, le Parti progressiste nigérien, dirigé par Hamani Diori et Boubou Hama. Le référendum constitutionnel du 28 septembre 1958 au Niger (entaché de fraude accusent les indépendantistes) voit la prise de pouvoir du Parti progressiste nigérien contre le Parti Sawaba, indépendantiste.
La France entendait que le Niger devienne indépendant tout en maintenant ses liens étroits avec l'ancienne puissance coloniale. En préparation à l'indépendance, Colombani n'a plus le titre de gouverneur à partir de 1959, mais celui de haut-commissaire. Une demi-heure avant la proclamation de l'indépendance par Hamani Diori, le 3 août 1960, Colombani obtient son accréditation diplomatique en tant qu'envoyé extraordinaire et plénipotentiaire au Niger. En même temps, Diori le reconnaît comme doyen du corps diplomatique. Le 30 août 1961, Colombani reçoit le rang d'ambassadeur. Il prend sa retraite en 1962 et est remplacé par Paul Fouchet le 3 octobre 1962 .
Colombani demeure au Niger et devient membre du conseil d'administration de la Société nigérienne de commercialisation de l’arachide (SONARA). Cette entreprise fondée en 1962 jouit du monopole de l'exportation de l'arachide et de 1965 à 1970 représente entre 65 et 72 %  des exportations du Niger. Colombani se présente dès lors comme intermédiaire informel de premier plan entre la France et le Niger et jouit d'une certaine influence auprès d'Hamani Diori.